# کامپولونگو سول برنتا
کامپولونگو سول برنتا (به ایتالیایی: Campolongo sul Brenta) یک کومونه در ایتالیا است که در استان ویچنزا واقع شده‌است.

## خصوصیات
کامپولونگو سول برنتا ۹ کیلومترمربع مساحت و ۸۳۷ نفر جمعیت دارد.